# Saelele
Saelele – wieś w Rumunii, w okręgu Teleorman, w gminie Saelele. W 2011 roku liczyła 1437 mieszkańców.